# Marian Jelínek
Marian Jelínek (né le 18 novembre 1963 à Český Krumlov en Tchécoslovaquie, aujourd'hui ville de République tchèque) est un ancien joueur professionnel de hockey sur glace et est actuellement entraîneur adjoint du HC Sparta Praha dans le championnat de République tchèque, l'Extraliga. Il est également auteur de livre sur le hockey.

## Carrière
Il commence sa carrière de joueur en Bohême du Sud pour le club junior de Jitex Písek. Il rejoint Prague pour y parfaire ses études de professeur d'éducation physique et sportive à l'âge de 19 ans. Avec les années, il abandonne sa carrière de joueur pour se concentrer sur celle d'entraîneur.
Il est nommé assistant-entraîneur de l'équipe nationale junior en 2003-04 puis de l'équipe sénior pour la coupe du monde 2004 aux côtés de Vladimír Růžička. Il remporte la médaille d'or en 2005 lors du championnat du monde 2005.
À l'issue de la saison 2005, il devient assistant entraîneur de František Výborný avec le HC Sparta Praha.

## Palmarès
- Champion de Tchéquie avec le Sparta Praha 2006, 2007
- Champion du monde en 2005